# Dutch Open 1998
Il Dutch Open 1998 è stato un torneo di tennis giocato sulla terra rossa.
È stata la 41ª edizione del Dutch Open, che fa parte della categoria ATP International Series nell'ambito dell'ATP Tour 1998. 
Si è giocato ad Amsterdam nei Paesi Bassi, dal 3 al 9 agosto 1998.

## Campioni

### Singolare
Magnus Norman ha battuto in finale  Richard Fromberg con il punteggio di 6–3, 6–3, 2–6, 6–4

### Doppio
Jacco Eltingh /  Paul Haarhuis hanno battuto in finale  Dominik Hrbatý /  Karol Kučera con il punteggio di 6–3, 6–2